# Consiglio per l'economia
Il Consiglio per l'economia è un organismo economico della Curia romana voluto da papa Francesco per sorvegliare sulla gestione economica degli enti della Santa Sede e della Città del Vaticano.

## Istituzione
Con la lettera apostolica in forma di motu proprio del 24 febbraio 2014 Fidelis dispensator et prudens, papa Francesco ha istituito il  Consiglio per l'Economia, la Segreteria per l'economia e l'Ufficio del revisore generale.
Il Consiglio ha il «compito di sorvegliare la gestione economica e di vigilare sulle strutture e sulle attività amministrative e finanziarie dei dicasteri della Curia romana, delle istituzioni collegate con la Santa Sede e dello Stato della Città del Vaticano»; è costituito da quindici membri, di cui otto tra cardinali e vescovi e sette esperti finanziari laici di vari Paesi, ed è presieduto da un cardinale coordinatore, coadiuvato da un prelato segretario.
Il controllo e la vigilanza sugli enti di cui si occupa il Consiglio sono attuati dalla Segreteria per l'Economia.
Il motu proprio non modifica i compiti dell'Amministrazione del patrimonio della Sede Apostolica né dell'Autorità di informazione finanziaria.
Il 22 febbraio 2015 sono stati approvati gli Statuti del Consiglio per l'Economia, della Segreteria per l'economia e dell'Ufficio del Revisore generale.

## Membri
Secondo gli Statuti del Consiglio, promulgati il 22 febbraio 2015 da papa Francesco, l'organismo è composto da 15 membri nominati per un quinquennio; di questi, otto sono Cardinali e Vescovi e sette sono laici, scelti tra esperti di varie nazionalità. Come stabilito dall'art. 5 §3 dello Statuto il Segretario di Stato e il Prefetto della Segreteria dell’Economia partecipano alle riunioni del Consiglio senza diritto di voto.
I membri del Consiglio vengono nominati dal papa su proposta del coordinatore e dopo un attento vaglio delle competenze di ciascuno e di eventuali conflitti di interesse. I membri possono far parte dell'organismo per un massimo di due mandati e fino al compimento degli ottanta anni di età. Qualora uno dei posti resti vacante, ad esempio per il compimento degli ottanta anni da parte di un membro, spetta al Coordinatore, sentiti il segretario di Stato e il prefetto della Segreteria per l'economia, proporre al Santo Padre una terna di nomi tra i quali quest'ultimo sceglierà il nuovo membro (art. 6 §3).
Il consiglio è guidato da un cardinale coordinatore (card. Reinhard Marx, dall'8 marzo 2014 al 21 aprile 2025) e da un vice-coordinatore (prof. Charlotte Kreuter-Kirchhof, dal 25 ottobre 2021 al 21 aprile 2025), entrambi di nomina pontificia. Il consiglio si avvale anche di un prelato segretario, nominato dal papa ad quinquennium (art. 5 §4).

### Primo quinquennio (2015-2020)
L'8 marzo 2014 papa Francesco ha proceduto a nominare per un quinquennio i primi membri del Consiglio:
1. cardinale Reinhard Marx, arcivescovo di Monaco e Frisinga (coordinatore);
2. cardinale Juan Luis Cipriani Thorne, arcivescovo di Lima;
3. cardinale Daniel N. DiNardo, arcivescovo di Galveston-Houston;
4. cardinale Wilfrid Fox Napier, arcivescovo di Durban;
5. cardinale Jean-Pierre Ricard, arcivescovo di Bordeaux;
6. cardinale Norberto Rivera Carrera, arcivescovo di Città del Messico;
7. cardinale John Tong Hon, vescovo di Hong Kong;
8. cardinale Agostino Vallini, vicario generale di Sua Santità per la diocesi di Roma;
9. Joseph F.X. Zahra, Malta (vice-coordinatore);
10. Jean-Baptiste de Franssu, Francia;
11. John Kyle, Canada;
12. Enrique Llano Cueto, Spagna;
13. Jochen Messemer, Germania;
14. Francesco Vermiglio, Italia;
15. George Yeo, Singapore.

### Secondo quinquennio (2020-2025)
Il 6 agosto 2020 papa Francesco nomina membri dell'organismo per un quinquennio:
1. cardinale Reinhard Marx, arcivescovo di Monaco e Frisinga (coordinatore)[5];
2. cardinale Péter Erdő, arcivescovo di Esztergom-Budapest;
3. cardinale Odilo Pedro Scherer, arcivescovo di San Paolo;
4. cardinale Gérald Cyprien Lacroix, arcivescovo di Québec;
5. cardinale Joseph William Tobin, arcivescovo di Newark;
6. cardinale Anders Arborelius, vescovo di Stoccolma;
7. cardinale Giuseppe Petrocchi, arcivescovo dell'Aquila;
8. cardinale Louis Raphaël I Sako, patriarca di Babilonia dei Caldei (dal 4 gennaio 2022)[6][7];
9. Prof. Charlotte Kreuter-Kirchhof (vice-coordinatore dal 25 ottobre 2021);
10. Dott. Eva Castillo Sanz;
11. Dott. Leslie Jane Ferrar;
12. Dott.ssa Marija Kolak;
13. Dott. Alberto Minali;
14. Dott. María Concepción Osákar Garaicoechea;
15. On. Ruth Maria Kelly.

## Cronotassi

### Coordinatori
- Cardinale Reinhard Marx, dall’8 marzo 2014[8]

### Vice-coordinatori
- Dott. Joseph F.X. Zahra (8 marzo 2014[9] - 8 marzo 2019[10])
- Prof.ssa Charlotte Kreuter-Kirchhof, dal 25 ottobre 2021

### Prelati segretari
- Monsignor Brian Edwin Ferme, (22 marzo 2014[11] - 22 marzo 2017[10])